# Roberto Biscaretti di Ruffia
Roberto Biscaretti di Ruffia (Torino, 26 aprile 1845 – Recco, 12 agosto 1940) è stato un imprenditore e politico italiano.

## Biografia
Figlio di Carlo, generale e senatore del regno, sposa Beatrice Ferrero.
Sul finire del XIX secolo, è tra i pionieri dell'automobilismo italiano, fondando Automobile Club di Torino nel 1898, poi divenuto l'Automobile Club d'Italia.
Nel 1899 è tra i fondatori della FIAT e nel 1901 partecipa al 1º Giro automobilistico d'Italia.
Insieme all'amico Cesare Goria Gatti e al figlio Carlo promuove la realizzazione del Museo dell'automobile di Torino. Fu padre dell'ammiraglio Guido Biscaretti di Ruffia.